# Schach-Europameisterschaft 2025

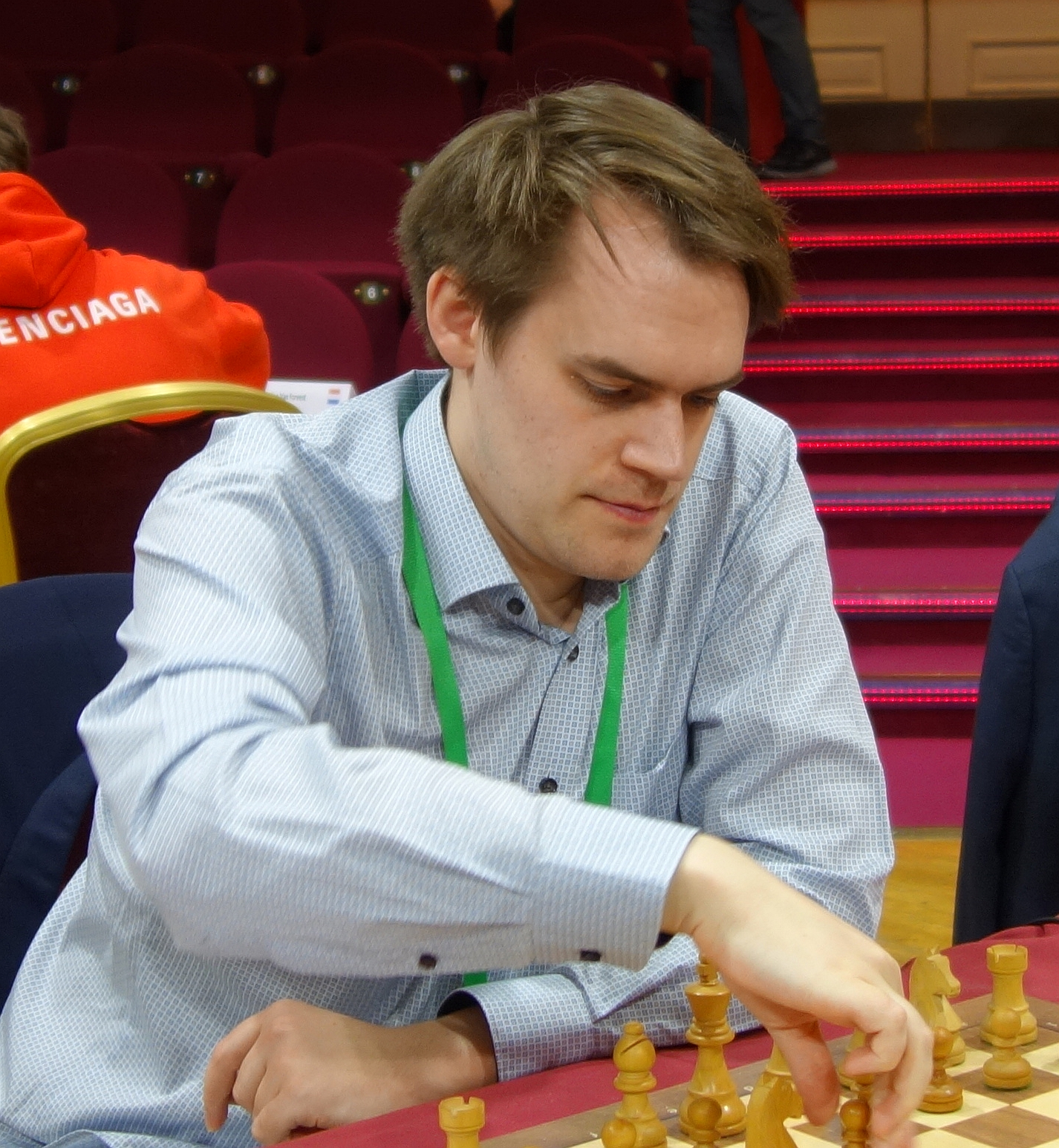
Matthias Blübaum, Europameister 2025

Die Schach-Europameisterschaft 2025 (offiziell European Individual Chess Championship 2025) war die 25. Austragung einer Schach-Europameisterschaft und fand vom 15. bis 26. März 2025 im rumänischen Eforie Nord statt. Das Turnier nach Schweizer System wurde von der European Chess Union veranstaltet. Sieger wurde der Deutsche Matthias Blübaum, der bereits 2022 Europameister wurde.

## Organisation

### Modus
Gespielt wurde nach Schweizer System über eine Dauer von elf Runden. Als Bedenkzeit hatten die Spieler jeweils eine Startzeit von 90 Minuten, die nach dem 40. Zug um weitere 30 Minuten erweitert wurde. Zudem gab es ein Zeitinkrement von 30 Sekunden bereits ab dem ersten Zug. Bei Punktgleichheit zählten zuerst die direkten Duelle, danach wurde mittels Buchholz-Wertung (in der ersten Anwendung abzüglich des schlechtestgewerteten Gegners) unterschieden. Bei weiter bestehendem Gleichstand zählte erst die Zahl der Partien mit Schwarz, zuletzt die Zahl der gewonnenen Partien.
Die Teilnahme stand grundsätzlich allen Mitgliedern der europäischen nationalen Verbänden frei.

### Preisgeld
Insgesamt wurden 100.000 Euro an Preisgeldern ausgeschüttet. Aus dem Teilnehmerfeld erhielten die 23 bestplatzierten Spieler eine Prämie von mindestens 1000 €; der Sieger erhielt 20.000 €. Daneben gab es Spezialpreise für jeweils drei Teilnehmer in vier weiteren Kategorien: beste Frau, bester Junior (U18), bester Senior (Ü50) und bester rumänischer Teilnehmer. Die Sieger dieser Kategorien erhielten jeweils 1000 €, der Zweite 600 € und der Dritte 400 €.

## Ergebnis
Insgesamt nahmen 375 Spieler an der Europameisterschaft teil, darunter auch 31 Frauen. Mit 76 Teilnehmern stellte der gastgebende rumänische Verband die größte Gruppe dar. Dahinter kamen die meisten Teilnehmer aus der Türkei (33), Israel (31), Polen (29) und der Ukraine (26). Aus Deutschland nahmen 20 Spieler teil.
Nach Abschluss aller Partien standen Matthias Blübaum, Maxim Rodshtein und Frederik Svane punktgleich an der Spitze. Die Feinwertung mittels der Buchholz-Wertung bestimmte schließlich Blübaum zum Sieger vor Svane und Rodshtein. Blübaum konnte in der siebten Runde den am Ende viertplatzierten Daniil Juffa besiegen und verteidigte danach Remis gegen mehrere Spieler aus den Top 10. Auch Svane konnte in der letzten Runde gegen Juffa gewinnen. Der Erste der Setzliste, der Rumäne Bogdan-Daniel Deac, belegte mit 6,5 Punkten den 88. Rang. Alexei Sarana als Zweiter der Setzliste stieg nach acht Runden vorzeitig aus.
Über die Europameisterschaft qualifizierten sich 20 Spieler für den Schach-Weltpokal 2025.
| Platz | Teilnehmer                  | Elo-Zahl | Punkte | BC1  | BUC  |
| ----- | --------------------------- | -------- | ------ | ---- | ---- |
| 01.   | Matthias Blübaum            | 2643     | 8,5    | 71,5 | 76,5 |
| 02.   | Frederik Svane              | 2654     | 8,5    | 70,5 | 75,5 |
| 03.   | Maxim Rodshtein             | 2623     | 8,5    | 68,5 | 74,0 |
| 04.   | Daniil Juffa                | 2654     | 8,0    | 75,0 | 81,0 |
| 05.   | Benjámin Gledura            | 2658     | 8,0    | 71,5 | 77,5 |
| 06.   | Aryan Tari                  | 2621     | 8,0    | 71,5 | 77,0 |
| 07.   | Gabriel Sarkissjan          | 2628     | 8,0    | 71,5 | 75,0 |
| 08.   | Nicat Abasov                | 2612     | 8,0    | 68,5 | 74,5 |
| 09.   | Yağız Kaan Erdoğmuş         | 2605     | 8,0    | 68,0 | 72,5 |
| 10.   | Ediz Gürel                  | 2620     | 8,0    | 67,0 | 72,0 |
| 11.   | Gergely Kántor              | 2563     | 8,0    | 67,0 | 72,0 |
| 12.   | Read Səmədov                | 2502     | 8,0    | 64,0 | 68,5 |
| 13.   | Baadur Dschobawa            | 2578     | 7,5    | 75,0 | 80,0 |
| 14.   | Jorden van Foreest          | 2676     | 7,5    | 72,5 | 78,0 |
| 15.   | Stamatis Kourkoulos-Arditis | 2580     | 7,5    | 72,0 | 77,5 |
| 16.   | David Navara                | 2663     | 7,5    | 71,0 | 76,5 |
| 17.   | Robert Howhannisjan         | 2630     | 7,5    | 71,0 | 76,5 |
| 18.   | Schant Sargsjan             | 2666     | 7,5    | 70,5 | 75,5 |
| 19.   | Maxime Lagarde              | 2615     | 7,5    | 69,0 | 74,5 |
| 20.   | Paul Velten                 | 2515     | 7,5    | 69,0 | 73,5 |